# Rudolf de Mepsche
Rudolf de Mepsche (bautizado 15 de marzo de 1695 - Wedderborg, diciembre de  1754) (también conocido como: De Mepsche van Faan, «el Mepsche de Faan»«) fue un jonker de la provincia de Groninga. Mepsche era señor de Faan y más tarde también drost de Westerwolde. En la actualidad es conocido sobre todo por las acusaciones de sodomía contra un importante grupo de hombres en las tierras de las que era señor.

## Antecedentes
De Mepsche provenía de una de las familias más importantes tanto de la provincia de Groninga, como de Drenthe. El origen de la familia está en Borger, pero se trasladó en el siglo XV a Groninga. Uno de los antepasados de Rudolf, Johan de Mepsche, había conseguido no poca fama en los primeros años de la Guerra de los Ochenta Años como cazador de herejes.
Rudolf de Mepsche se casó en 1718 con Susanna Elijsabeth Alberda, hija del jonker Onno Tamminga van Alberda y Josina Petronella Clant. La pareja tuvo dos hijos, Peter Jebo (1719) y Onno Egbert (1723).
Groninga no poseía aristócratas. En su provincia, Ommelanden, se desarrolló una clase de jonkers. Un grupo que se dividían los cargos y repartía entre todos los beneficios obtenidos. Para ser elegido a un determinado cargo, debían ser elegidos con los votos de los campesinos que poseyeran "tierras heredadas". De hecho, inicialmente, esto eran campesinos con sus propias tierras, pero con el tiempo el sistema se corrompió. Para conseguir un voto adicional, el señor podía, a través de préstamos, conseguir que un siervo comprase la tierra que cultivaba y convertirse en un campesino "libre", aunque fuera de forma nominal. Esta práctica fue muy común en los siglos XVII y XVIII.
Rudolf consiguió por herencia las tierras de Bijma y Bloemersma en el Westerkwartier. El "poder" en estas tierras había estado hasta el moemnto sobre todo en la familia Clant que vivía en el castillo de Hanckemaborg cerca de Zuidhorn. Los Clant veían a Rudolf como un intruso no deseado.

## Sodomía

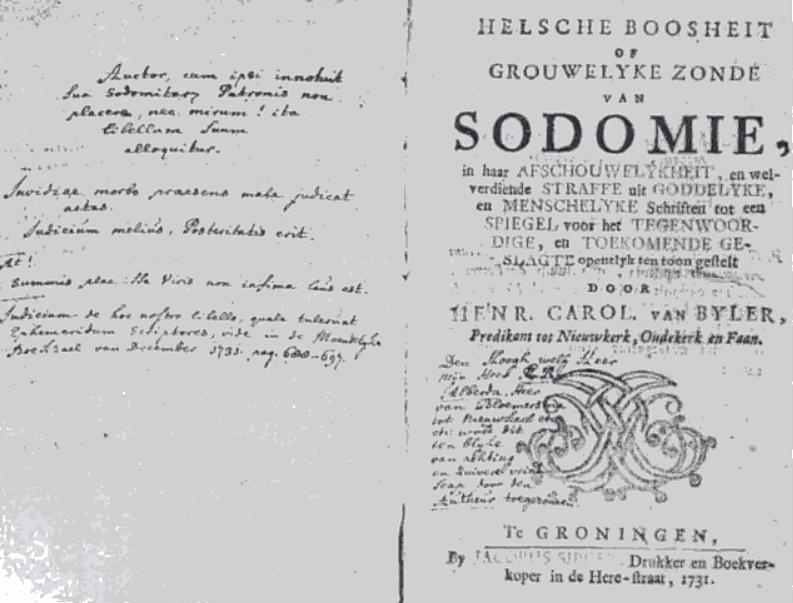
Panfleto «Maldad infernal del terrible pecado de sodomía» (1731) de Henricus Carel van Buyler.

En 1730, hubo una serie de detenciones por sodomía en Utrique. Los hechos provocaron un gran escándalo, ya que el calvinismo en la época consideraba la sodomía como un hecho de los más despreciable. Por otra parte, no existía una definición clara de los que se debía calificar como "sodomía".
El sacerdote de Faan, Niekerk y Oldekerk en la época, Henricus Carolinus van Bijler, no dejó de participar en la polémica. Escribió el panfleto «Maldad infernal del terrible pecado de sodomía», que fue leído con atención por De Mepsche. No es seguro si De Mepsche actuó por convicción o de forma calculada, pero el hecho es que seguidamente arrestó un gran grupo de hombres de los que sospechaba que cometían sodomía. Entre ellos, se incluía un grupo de hombres conocidos por su apoyo a los Clant.
Debido a que el alcaide responsable de la zona era de De Mepsche, los Clant se vieron impotentes, viendo como los hombres de De Mepsche perseguían de forma bárbara y forzaban confesiones, que produjeron muchas condenas. No hubo apelación contra las condenas y finalmente se ejecutó por estrangulación pública a 22 hombres en Zuidhorn. Dos personas murieron durante las torturas. Los 22 cuerpos fueron quemados sin honor, en lugar de ser enterrados. El más joven tenía 15 años; dos muchachos de 14 años, a pesar de ser considerados culpables, fueron considerados demasiado jóvenes y se les condenó a presenciar las ejecuciones y a pasar el resto de sus vidas en campos de trabajo.
Es plausible que hubiese homosexualidad en Faan, pero su extensión no puede ser determinada en base al proceso. El valor de las confesiones, teniendo en cuenta que se empleó la tortura para obtenerlas, es mínimo.

## Consecuencias
Era costumbre en el siglo XVIII que el coste de un proceso que resultaba en la muerte del reo debía ser pagado por los herederos. Sin embargo, el proceso iniciado por De Mepsche produjo muchas protestas. Sus enemigos políticos usaron las protestas para elevar sus quejas a la dieta de Groninga. Supieron alargar el proceso de forma que De Mepsche comenzó a tener problemas económicos y finalmente se arruinó.
De Mepsche fue salvado por el rey Guillermo IV. Rudolf era uno de los pocos de Groninga que se habían manifestado expresamente como partidario de los Orange. Cuando Guillermo IV llegó al gobierno en 1748, De Mepschen fue premiado con el cargo de drost de Westerwolde. De Mepsche falleció en Wedderborg en 1754, siendo enterrado en la Martinikerk en Groninga.
La persecución de los sodomitas dejó una profunda impresión en los habitantes del Westerkwartier. Las historias sobre las atrocidades cometidas llegan a nuestros días.